# 上海商业储蓄银行南京分行旧址
上海商业储蓄银行南京分行旧址位于中国江苏省南京市秦淮区建康路145号（原209号），建康路与太平南路的交叉口东北侧，现为中国工商银行城南支行。上海商业储蓄银行于1917年在南京下关设立办事处，1921年7月成立南京分行，1933年4月迁至该处营业，兼营储蓄、信托和仓库等业务。因抗战爆发，1937年11月至1945年12月一度内迁，1952年10月歇业。建筑原高三层（约二十世纪八九十年代在此基础上加建一层），局部五层，采用钢筋混凝土结构和早期现代派建筑风格，门厅设于道路转角处。